# DFB-Pokal der Juniorinnen 2024/25
Der DFB-Pokal der Juniorinnen 2024/25 war die erste Austragung dieses Wettbewerbs. Der Wettbewerb ersetzt die bis 2023/24 ausgespielte B-Juniorinnen-Bundesliga.
Spielberechtigt waren neben den 30 Vereinen der B-Juniorinnen-Bundesliga der Saison 2023/24 auch 19 von den 21 Landesverbänden gemeldete Teams (eine Mannschaft pro Landesverband; Hamburg und Westfalen verzichteten), sowie die zwei Regionalliga-Meister aus West und Südwest. Insgesamt 13 Teams erhielten in der ersten Runde ein Freilos: Die besten B-Juniorinnen-Bundesliga-Vereine der Spielzeit 2023/24 (die erst- bis drittplatzierten Mannschaften der jeweiligen Staffel) sowie weitere vier Mannschaften über den Quotienten überspringen die erste Runde und sind automatisch für die zweite Runde qualifiziert.

## Teilnehmer
| Andernach |

| Aue |

| Aurich |

| Hertha |

| Union |

| Viktoria |

| Bielefeld |

| Werder Bremen |

| Union 60 |

| Duisburg |

| Donzdorf |

| Dortelweil |

| Eimsbüttel |

| Elversberg |

| Eutingen |

| Essen |

| Frankfurt am Main |

| Freiburg im Breisgau |

| Forstern |

| Fürth |

| Gütersloh |

| Hamburg |

| Halle (Saale) |

| Harburg |

| Hegau |

| Hoffenheim |

| Issel |

| Jena |

| Karlsruhe |

| Post Südstadt |

| Kaiserslautern |

| Kiel |

| Köln |

| Rübenach |

| Kottweiler-Schwanden |

| Leverkusen |

| Magdeburg |

| Mainz |

| Menden |

| Meppen |

| Mönchengladbach |

| München |

| Nürnberg |

| Osnabrück |

| Potsdam |

| Rhade |

| Rostock |

| Saarbrücken |

| Sindelfingen |

| Wetzlar |

| Wolfsburg |

| Vertreter der 21 Landesverbände: - - Post Südstadt Karlsruhe (Baden) - SpVgg Greuther Fürth (Bayern) - 1. FC Union Berlin (Berlin) - 1. FFC Turbine Potsdam (Brandenburg) - FC Union 60 Bremen (Bremen) - kein Vertreter (Hamburg) - SC Dortelweil (Hessen) - Rostocker FC 1895 (Mecklenburg-Vorpommern) - SV Menden 1912 (Mittelrhein) - MSV Duisburg (Niederrhein) - Osnabrücker SC (Niedersachsen) - FV Rheingold Rübenach (Rheinland) - 1. FC Saarbrücken (Saarland) - Erzgebirge Aue (Sachsen) - Hallescher FC (Sachsen-Anhalt) - Holstein Kiel (Schleswig-Holstein) - Hegauer FV (Südbaden) - SV Kottweiler-Schwanden (Südwest) - FC Carl Zeiss Jena (Thüringen) - kein Vertreter (Westfalen) - SV Eutingen (Württemberg) | Teams der Juniorinnen-Bundesliga-Staffeln: - Staffel Nord/Nordost: - SpVg Aurich (1. Platz) 1 - VfL Wolfsburg (2. Platz) 1 - Hamburger SV (3. Platz) 1 - SV Werder Bremen (4. Platz) 1 2 - Eimsbütteler TV - 1. FC Magdeburg - FC Viktoria 1889 Berlin - Hertha BSC - SV Meppen - Harburger TB 1865 - Staffel West/Südwest: - Borussia Mönchengladbach (1. Platz) 1 - FSV Gütersloh (2. Platz) 1 - 1. FC Köln (3. Platz) 1 - SGS Essen (4. Platz) 2 - Bayer 04 Leverkusen (5. Platz) 1 2 - 1. FSV Mainz 05 - Arminia Bielefeld - SG 99 Andernach - 1. FFC Kaiserslautern - TuS Issel - Staffel Süd: - TSG 1899 Hoffenheim (1. Platz) 1 - FC Bayern München (2. Platz) 1 - Eintracht Frankfurt (3. Platz) 1 - FSV Hessen Wetzlar (4. Platz) 1 2 - SC Freiburg - 1. FC Nürnberg - Karlsruher SC - FC Forstern - 1. FC Donzdorf - VfL Sindelfingen | Vizemeister der Regionalliga West: - SSV Rhade 3 Vizemeister der Regionalliga Südwest: - SV Elversberg |

## 1. Runde
Die Auslosung ergab folgende Begegnungen:
Gruppe Nord:
| Datum                        |                         | Ergebnis |                        |
| ---------------------------- | ----------------------- | -------- | ---------------------- |
| 7. September 2024, 12:00 Uhr | SSV Rhade               | 5:0      | Hallescher FC          |
| 7. September 2024, 12:00 Uhr | Eimsbütteler TV         | 0:2      | 1. FFC Turbine Potsdam |
| 7. September 2024, 14:00 Uhr | FC Union 60 Bremen      | 1:7      | Arminia Bielefeld      |
| 7. September 2024, 15:00 Uhr | Erzgebirge Aue          | 0:4      | Hertha BSC             |
| 7. September 2024, 15:00 Uhr | Osnabrücker SC          | 4:1      | 1. FC Magdeburg        |
| 8. September 2024, 11:00 Uhr | MSV Duisburg            | 0:8      | 1. FC Union Berlin     |
| 8. September 2024, 11:00 Uhr | FC Carl Zeiss Jena      | 4:0      | Holstein Kiel          |
| 8. September 2024, 11:00 Uhr | FC Viktoria 1889 Berlin | 1:6      | SV Meppen              |
| 8. September 2024, 14:00 Uhr | Harburger TB            | 2:4      | Rostocker FC 1895      |

 Gruppe Süd:
| Datum                        |                       | Ergebnis  |                         |
| ---------------------------- | --------------------- | --------- | ----------------------- |
| 7. September 2024, 13:00 Uhr | Hegauer FV            | 0:4       | SpVgg Greuther Fürth    |
| 7. September 2024, 13:00 Uhr | 1. FC Saarbrücken     | 2:0       | 1. FSV Mainz 05         |
| 7. September 2024, 14:00 Uhr | TuS Issel             | 0:2       | Karlsruher SC           |
| 7. September 2024, 14:00 Uhr | VfL Sindelfingen      | 0:6       | 1. FC Nürnberg          |
| 7. September 2024, 14:00 Uhr | 1. FFC Kaiserslautern | 2:3 n. V. | SG 99 Andernach         |
| 7. September 2024, 14:00 Uhr | FC Forstern           | 0:4       | 1. FC Donzdorf          |
| 7. September 2024, 15:00 Uhr | SC Dortelweil         | 0:3       | SC Freiburg             |
| 7. September 2024, 16:00 Uhr | SV Menden 1912        | 1:2       | SV Elversberg           |
| 8. September 2024, 12:00 Uhr | FV Rheingold Rübenach | 3:0       | Post Südstadt Karlsruhe |
| 8. September 2024, 16:00 Uhr | SV Eutingen           | 1:2 n. V. | SV Kottweiler-Schwanden |

## 2. Runde
Die Auslosung ergab folgende Begegnungen:
Gruppe Nord:
| Datum                       |                        | Ergebnis              |                          |
| --------------------------- | ---------------------- | --------------------- | ------------------------ |
| 12. Oktober 2024, 11:00 Uhr | 1. FFC Turbine Potsdam | 1:2                   | 1. FC Köln               |
| 12. Oktober 2024, 11:15 Uhr | Rostocker FC 1895      | 0:5                   | SSV Rhade                |
| 12. Oktober 2024, 12:00 Uhr | FSV Gütersloh          | 0:3                   | 1. FC Union Berlin       |
| 12. Oktober 2024, 12:30 Uhr | SGS Essen              | 1:2 n. V.             | Hamburger SV             |
| 12. Oktober 2024, 13:00 Uhr | Arminia Bielefeld      | 1:3                   | VfL Wolfsburg            |
| 12. Oktober 2024, 14:00 Uhr | SpVg Aurich            | 6:1                   | SV Werder Bremen         |
| 12. Oktober 2024, 15:00 Uhr | SV Meppen              | 0:0 n. V. (4:6 i. E.) | Bayer 04 Leverkusen      |
| 12. Oktober 2024, 16:00 Uhr | Osnabrücker SC         | 0:3                   | Borussia Mönchengladbach |
| 13. Oktober 2024, 13:30 Uhr | FC Carl Zeiss Jena     | 2:0                   | Hertha BSC               |

 Gruppe Süd:
| Datum                       |                         | Ergebnis  |                      |
| --------------------------- | ----------------------- | --------- | -------------------- |
| 12. Oktober 2024, 12:30 Uhr | 1. FC Saarbrücken       | 0:4       | FC Bayern München    |
| 12. Oktober 2024, 14:00 Uhr | SG 99 Andernach         | 1:2 n. V. | SV Elversberg        |
| 12. Oktober 2024, 14:00 Uhr | 1. FC Donzdorf          | 0:4       | SC Freiburg          |
| 12. Oktober 2024, 14:00 Uhr | FSV Hessen Wetzlar      | 0:21      | SpVgg Greuther Fürth |
| 12. Oktober 2024, 14:00 Uhr | FV Rheingold Rübenach   | 0:11      | TSG 1899 Hoffenheim  |
| 12. Oktober 2024, 14:00 Uhr | SV Kottweiler-Schwanden | 0:10      | Eintracht Frankfurt  |
| 12. Oktober 2024, 14:30 Uhr | Karlsruher SC           | 0:1       | 1. FC Nürnberg       |

## Achtelfinale
| Datum                        |                     | Ergebnis              |                          |
| ---------------------------- | ------------------- | --------------------- | ------------------------ |
| 07. Dezember 2024, 13:00 Uhr | SSV Rhade           | 2:4                   | SpVgg Greuther Fürth     |
| 07. Dezember 2024, 14:00 Uhr | Bayer 04 Leverkusen | 2:0                   | SpVg Aurich              |
| 07. Dezember 2024, 14:00 Uhr | 1. FC Nürnberg      | 2:2 n. V. (3:4 i. E.) | Eintracht Frankfurt      |
| 07. Dezember 2024, 14:00 Uhr | VfL Wolfsburg       | 3:2                   | Hamburger SV             |
| 08. Dezember 2024, 11:00 Uhr | 1. FC Union Berlin  | 4:0                   | SV Elversberg            |
| 08. Dezember 2024, 11:00 Uhr | FC Bayern München   | 1:3                   | TSG 1899 Hoffenheim      |
| 08. Dezember 2024, 12:00 Uhr | FC Carl Zeiss Jena  | 2:1                   | Borussia Mönchengladbach |
| 08. Dezember 2024, 14:00 Uhr | SC Freiburg         | 1:1 n. V. (4:2 i. E.) | 1. FC Köln               |

## Viertelfinale
| Datum                    |                     | Ergebnis |                      |
| ------------------------ | ------------------- | -------- | -------------------- |
| 08. März 2025, 14:00 Uhr | TSG 1899 Hoffenheim | 4:0      | SpVgg Greuther Fürth |
| 08. März 2025, 14:00 Uhr | Eintracht Frankfurt | 1:2      | FC Carl Zeiss Jena   |
| 09. März 2025, 11:00 Uhr | 1. FC Union Berlin  | 3:0      | Bayer 04 Leverkusen  |
| 09. März 2025, 14:00 Uhr | SC Freiburg         | 0:2      | VfL Wolfsburg        |

## Halbfinale
| Datum                     |                     | Ergebnis              |                    |
| ------------------------- | ------------------- | --------------------- | ------------------ |
| 26. April 2025, 11:00 Uhr | TSG 1899 Hoffenheim | 2:1                   | 1. FC Union Berlin |
| 26. April 2025, 14:00 Uhr | FC Carl Zeiss Jena  | 1:1 n. V. (4:5 i. E.) | VfL Wolfsburg      |

## Finale
| TSG 1899 Hoffenheim                                                     | TSG 1899 Hoffenheim | VfL Wolfsburg | VfL Wolfsburg |
| ----------------------------------------------------------------------- | --- | --- | ------------- |
| TSG 1899 Hoffenheim                                                     | \| 7. Juni 2025 um 13:00 Uhr in Frankfurt am Main (Stadion am Brentanobad) \| \| Ergebnis: 3:0 (1:0) \| \| Zuschauer: 1048 \| \| Schiedsrichterin: Jacqueline Herrmann (Hamburg) \| \| Spielbericht \|           | \| 7. Juni 2025 um 13:00 Uhr in Frankfurt am Main (Stadion am Brentanobad) \| \| Ergebnis: 3:0 (1:0) \| \| Zuschauer: 1048 \| \| Schiedsrichterin: Jacqueline Herrmann (Hamburg) \| \| Spielbericht \| | VfL Wolfsburg |
| TSG 1899 Hoffenheim                                                     | Alissa Tuzyna – Marlen Helmstetter, Vivien Dieter, Tamina Steiner, Maryam Melissanidis, Madita Röhrl, Lenja Kreutzer, Fee Lüttge, Luise Krczal, Esther Melicharek, Vivien Thomann Cheftrainerin: Carolin Schmank | Jette Voigt – Annika Müller, Enna Surburg, Lena Kurth, Marie Gollmer, Antonia Wagner, Nia Hildebrandt, Anna Schitteck, Lene Clausen, Freyja Landrö, Jasmin Zimmermann Cheftrainer: Markus Herbst       | VfL Wolfsburg |
| TSG 1899 Hoffenheim                                                     | Thomann (24.) Melicharek (47.) Krczal (61.) | | VfL Wolfsburg |
| 7. Juni 2025 um 13:00 Uhr in Frankfurt am Main (Stadion am Brentanobad) | | |               |
| Ergebnis: 3:0 (1:0)                                                     | | |               |
| Zuschauer: 1048                                                         | | |               |
| Schiedsrichterin: Jacqueline Herrmann (Hamburg)                         | | |               |
| Spielbericht                                                            | | |               |